# Холое
Холое — деревня в Себежском районе Псковской области России. Входит в состав городского поселения Идрица.

## География
Находится на юго-западе региона, в северо-восточной части района, в лесной местности у реки Великая.
Уличная сеть не развита.

## История
Люди в этой местности проживают давно. На окраине деревни обнаружено городище, датируемое 1 тысячелетием н. э.
В 1802—1924 годах земли поселения Холая входили в Себежский уезд Витебской губернии.
К 1905 году деревня была в Непоротовской волости.
В 1941—1944 гг. местность находилась под фашистской оккупацией войсками Гитлеровской Германии.
До 1995 года деревня входила в Идрицкий сельсовет. Постановлением Псковского областного Собрания депутатов от 26 января 1995 года все сельсоветы в Псковской области были переименованы в волости и деревня стала частью Идрицкой волости.
В 2015 году Идрицкая волость, вместе с деревней Холое и другими населёнными пунктами, была влита в состав городского поселения Идрица.

## Население
| 2001 | 2002 | 2010 |
| ---- | ---- | ---- |
| 6    | ↘4   | ↗7   |

### Национальный состав
Согласно результатам переписи 2002 года, в национальной структуре населения русские составляли 100 % от общей численности в 4 чел..

## Инфраструктура
Личное подсобное хозяйство.
До революции деревня входила в Куриловский православный приход.

## Транспорт
Деревня доступна по просёлочным дорогам.